# Amurbrücke (Dnipro)
Die Amurbrücke (ukrainisch Амурський міст) ist eine Straßen- und Eisenbahnbrücke über den Dnepr in der ukrainischen Stadt Dnipro. Am Ort wird sie auch Alte Brücke (Старий міст) genannt im Gegensatz zu der 1966 eröffneten Neuen Brücke rund 2,5 km stromabwärts. Sie verbindet den Rajon Zentral am rechten mit dem Rajon Amur-Nyschnjodnipro am linken, östlichen Ufer des Dnepr.

## Eisenbahnbrücke Jekaterinoslaw (1884)
Das von Fürst Potjomkin auf Weisung von Kaiserin Katharina II. 1787 gegründete Jekaterinoslaw, das heutige Dnipro, erhielt schon 1789 die Schwimmbrücke aus Krementschuk (andere Angabe: 1796 wurde die erste Schwimmbrücke in Jekaterinoslaw gebaut).
Im 19. Jahrhundert führten der Steinkohleabbau im Donbas und die Eisenerzvorkommen im Krywbas um die Stadt Krywyj Rih zu einer raschen Industrialisierung und damit zu einer Zunahme des Verkehrs, dem die Schwimmbrücke nicht mehr gewachsen war. Im Zuge der neuen Katharinenbahn musste auch die schon lange gewünschte Brücke über den Dnepr bei Jekaterinoslaw erstellt werden. Mit ihrer Planung wurde Nikolai Belelubsky beauftragt, dessen Eisenbahnbrücke Sysran über die Wolga 1880 eröffnet worden war.

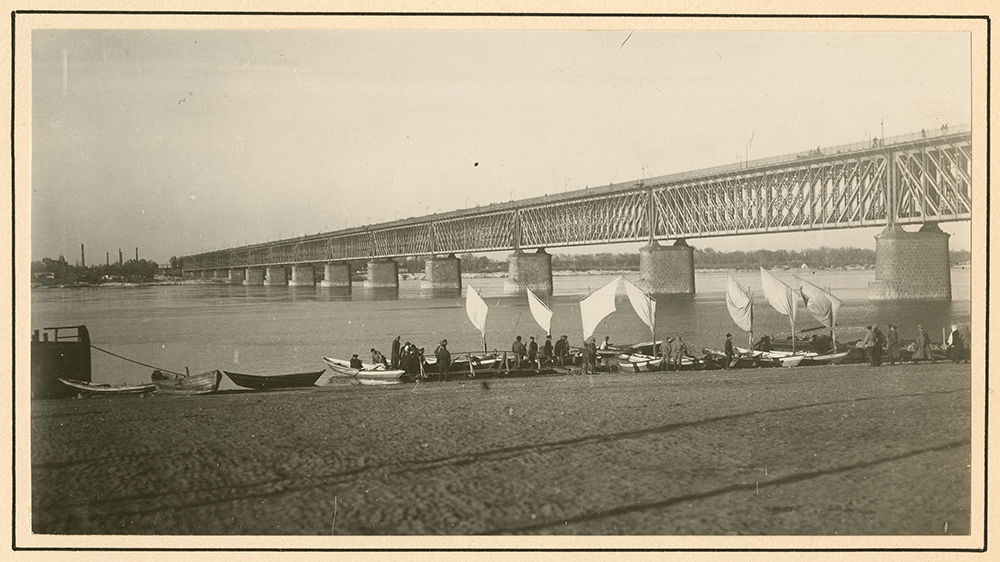
Eisenbahnbrücke Jekaterinoslaw (1918)

Die zwischen 1882 und 1884 erbaute Eisenbahnbrücke Jekaterinoslaw war eine Doppelstockbrücke, die in der unteren Etage ein Gleis und oben eine Straße aus Holz mit zwei Gehwegen hatte. Die 1245 m lange Fachwerkbrücke hatte 15 Öffnungen mit 83 langen Trägern. Der Anschluss der Straße erfolgte über kleine Fischbauchträger, mit denen sie schräg aus der Trasse des Gleises geleitet wurde, und langen Rampen bis zum allgemeinen Straßenniveau.
1914 wurden ihre Tragwerke erheblich verstärkt. Sie überlebte den Ersten Weltkrieg samt der Operation Faustschlag unbeschadet, wurde aber im anschließenden Russischen Bürgerkrieg beschädigt und wieder repariert. 1935 fuhr die erste Straßenbahnlinie über sie.
Im Zweiten Weltkrieg wurde sie 1941 von der Wehrmacht bombardiert und zwei ihrer Träger zerstört. Die Rote Armee musste sich deshalb über eine Pontonbrücke zurückziehen. 1943 wurde eine Holzbrücke als Provisorium errichtet, das fast 10 Jahre benutzt wurde.

## (Alte) Amurbrücke (1955)
Nach dem Krieg begann man mit einem Neubau, der der etwas früher wiederaufgebauten Krjukiw-Brücke ähnelt und 1955 fertig wurde. Soweit möglich, wurden die alten Pfeiler benutzt. Die Doppelstockbrücke hat wieder ein Gleis auf der unteren Ebene, aber auf der oberen Ebene einen weit auskragenden Fahrbahnträger für vier Fahrspuren und durch Jersey-Barrieren abgetrennte Gehwege. Auf den mittleren Fahrspuren verkehrt auch eine Straßenbahn.
Die Brücke besteht aus 14 parallelgurtigen Fachwerkträgern mit einer Bauhöhe von 11,25 m und einem ebenso langen, als Hubbrücke ausgestalteten Träger, bei dem die untere Ebene durch ein Seilzugsystem mit Umlenkrollen einige Meter angehoben werden kann, um größere Schiffe passieren zu lassen. Die obere Ebene mit dem Straßenverkehr bleibt von dem Hubvorgang unberührt. Die Pfosten des oberen Fachwerks fungieren hier als Teleskopeinzüge für die Hänger der unteren Ebene. Ein ähnliches Design realisierte J. A. L. Waddell schon 1911 mit der ASB Bridge über den Missouri River in Kansas City im US-Bundesstaat Missouri. Die Träger haben eine Länge von 1261 m. Zusammen mit den kleinen Brücken, mit denen die Fahrbahnen wie früher schräg aus der Trasse des Gleises geleitet werden, hat das Brückenbauwerk insgesamt eine Länge von 1395 m.
In den 1970er Jahren genügte das eine Gleis der Brücke nicht mehr dem angestiegenen Verkehr. Man baute deshalb wenige Meter neben der existierenden Brücke eine weitere, eingleisige Eisenbahnbrücke, die 1977 eingeweiht wurde. Ihre Fachwerkträger sind gleich lang, aber etwas niedriger als die der bisherigen Brücke. Auch sie hat einen als Hubbrücke ausgestalteten Träger.